# 康科德 (紐約州非建制地區)
康科德（英語：Concord）是位於美國紐約州伊利縣的非建制地區。

## 地理
康科德所處的海拔為高於海平面412米（即1352英呎），而該地所採用的時區為UTC-5，即北美东部时区（EST）。同時該地設有夏令時間，為UTC-5調快一小時，即UTC-4（EDT）。